# Thagaards Plantage
Thagaards Plantage er én af de ældste, endnu overlevende klitplantager i Thy. Den ligger ved Kystvejen ca. midt mellem Vorupør og Klitmøller, hvor der er anlagt en p-plads, hvorfra der udgår et par vandrestier, som fører rundt i plantagen. Det mest markante træk ved Thagaards Plantage er, at træerne dér er lave, forkrøblede og ofte mangestammede. Det skyldes manglen på erfaringer ved etableringen af plantagen, og på den måde er den et vidnesbyrd om, hvor besværligt, det var at få det til at lykkes med klitbeplantningerne.

## Indledende forsøg
Sandflugtskommissær Lauritz Thagaard havde ved et første forsøg i 1811 udvalgt rødgran, vortebirk og rødel ved anlægget af en forsøgsplantning, men han måtte allerede året efter konstatere, at der kun var kommet 3-4 granplanter ud af de mere end 25 kg træfrø, man havde sået.
Derfor udvalgte man 8 nye arealer til forsøg i 1816 og 1817, og blandt dem var de ca. 15 ha, som senere fik navnet "Thagaards Plantage". Her foretog man udsåningen i dagene 23.-26 april 1817, og her gik det bedre end ved det første forsøg, for man havde sørget for bedre vækstbetingelser til planterne. Alligevel blev de overlevende planter kummerlige og forkrøblede.

## Fortsat klitplantning
I 1838 kunne en kongelig kommission konstatere, at de 8 forsøg var mislykkedes. Man havde dog nået at oprette en planteskole til fremavl af planter til klitplantagerne i 1821, men den overgik til det daværende Thisted Amt, som opgav at drive den videre og overlod den til Thisted by. I dag er parken "Christiansgave" den overlevende rest af planteskolen.
De mislykkede forsøg blev opgivet ved kongelig resolution i 1843. Allerede i 1850'erne gik man atter i gang, nu med andre træarter og på bedre lokaliteter.
Når Thagaards Plantage overlevede - omend i forkrøblet form - skyldes det, at man skabte den nuværende "Tvorup Klitplantage", som ligger på alle sider af Thagaards Plantage". Det gav de gamle træer det nødvendige læ og et bedre mikroklima.

## Thagaards Plantage i dag
I plantagen kan man finde de nu 200-årige rødgraner og vortebirke. De er alle tydeligt mærkede af de hårde betingelser i den første del af deres liv: ødelagte topskud og troldeagtige vækstformer er helt almindelige. I plantagen er der ganske få eksemplarer af de udsåede rødelle og nogle skovfyrretræer. Desuden er der en hel del bævreaspe, som aldrig er blevet udplantet, og derfor må stamme fra træer, der havde kæmpet sig igennem under sandflugten og overlevet som ganske lave kratformer.